# Emil Lang
Emil Lang (Fraunberg, 14 de janeiro de 1909 — Overhespen, 3 de setembro de 1944) foi um piloto da Luftwaffe durante a Segunda Guerra Mundial. Voou em 403 missões de combate, nas quais abateu 173 aeronaves inimigas (144 na Frente Oriental e 29 na Frente Ocidental), o que fez dele um ás da aviação. Numa das suas missões, afundou também um torpedeiro soviético.
Colocado numa asa de combate aéreo na Frente Oriental, Lang obteve a sua primeira vitória aérea em Março de 1943. Alcançou também o feito de obter 72 vitórias durante um período de 3 semanas, entre as quais abateu 18 aeronaves num único dia, em 3 de Novembro de 1943. Foi condecorado com a Cruz de Cavaleiro da Cruz de Ferro no dia 22 de Novembro de 1944 pelas 119 vitórias que tinha à época. Já na Frente Ocidental, obteve a sua vitória n.° 150 durante a Invasão da Normandia, a 14 de Junho de 1944. Dias depois da sua última vitória, foi morto em combate no dia 3 de Setembro de 1944, nos céus da Bélgica.

## Início de vida
Emil Lang nasceu em 14 de Janeiro de 1909, em Thalheim, agora parte de Friburgo na região de Isar perto de Baviera, Alemanha. Antes da Segunda Guerra Mundial, ele se classificou como um piloto civil e voou com a Deutsche Lufthansa. Lang ganhou o apelido de "Bully" por sua aparência se assemelhar a um buldogue.

## Carreira na Luftwaffe
Tendo servido como piloto de transporte aéreo desde 26 de Agosto de 1939 com a Fliegerhorst Kompanie em Gablingen, Lang tinha 33 anos quando foi aceite no curso de pilotagem de caças em 1942. Frequentou vários cursos na Jagdflieger Vorschule 1 (Escola de Preparação de Pilotos de Caças N.º 1), entre 3 de Julho e 14 de Agosto de 1942, e na Jagdfliegerschule 5 (Escola de Pilotos de Caças N.º 5), entre 15 de Agosto de 1942 e 5 de Janeiro de 1943. Depois da formação, foi destacado para o Jagsgruppe Ost no dia 6 de Janeiro de 1943 e depois para a Jagdgeschwader 54 (JG 54) na Frente Oriental no dia 11 de Fevereiro de 1943. Servindo pelo 1./JG 54, o Tenente Lang tinha 34 anos, uma idade considerada extremamente velha para um piloto iniciante de caças. As suas primeiras três vitórias ocorreram em Março de 1943, e no espaço de um mês foi transferido para o 5./JG 54, no qual tomou o cargo de Staffelkapitän no dia 20 de Agosto de 1943.
Antes do final do ano Lang arrasou as forças inimigas alcançando uma centena de vitórias, altura em que atingiu a impressionante marca de 72 vitórias nas imediações de Kiev em apenas três semanas, entre Outubro e Novembro de 1943. Foi o 58º piloto da Luftwaffe a alcançar a marca centenária. Esta série de múltiplas vitórias incluía 10 vitórias no dia 10 de Outubro de 1943 e 12 vitórias em apenas três missões de combate no dia 21 de Outubro de 1943, as quais valeu a Lang a sua primeira referência no Wehrmachtbericht, um boletim de informação do Oberkommando der Wehrmacht. Depois destas vitórias, Lang voltou a impressionar lançando um recorde mundial de 18 vitórias em quatro missões de combate, no dia 3 de Novembro de 1943, fazendo dele o piloto da história da aviação com mais vitórias num único dia. Este recorde valeu-lhe a capa da revista Berliner Illustrirte Zeitung, do dia 13 de Janeiro de 1944, e uma Cruz de Cavaleiro da Cruz de Ferro, depois das 119 vitórias em 22 de Novembro de 1943 e, três dias depois, uma Cruz Germânica em ouro.
No dia 9 de Abril de 1944, o Oberleutnant Lang foi nomeado Staffelkapitän da 9./JG 54, envolvido na Defesa do Reich na Frente Ocidental. No dia 11 de Abril de 1944, tornou-se no 448º condecorado com a Cruz de Cavaleiro da Cruz de Ferro com Folhas de Carvalho, depois de 144 vitórias, todas elas na frente soviética.

### Frente Ocidental
Em Junho de 1944, Lang abateu 15 aviões inimigos, incluindo a vitória n.° 150 — um P-47 Thunderbolt das Forças Aéreas do Exército dos Estados Unidos (USAAF) no dia 14 de Junho — e quatro P-51 Mustang em apenas 4 minutos, no dia 20; no dia 24, voltou a repetir o feito ao abater mais quatro aviões P-51. No final do mês, dia 28, o já Hauptmann Lang foi nomeado Gruppenkommandeur do II./JG 26. Em 9 de Julho, abateu três Spitfires, contudo, o historiador norte-americano Donald Caldwell afirma que não houve qualquer Spitfire abatido naquele dia e que Lang exagerou no número de vitórias, apesar de deixar claro a energia e eficiência que caracterizavam o piloto, que fizeram com que se torna-se num comandante de sucesso. No dia 15 de Agosto de 1944, Lang abateu dois P-47, e no dia 25 de Agosto mais três P-38 Lightning em 5 minutos. Durante este encontro, o Esquadrão de Caça N.° 428 perdeu 8 aviões P-38, e o esquadrão 429 perdeu três, não tendo havido qualquer baixa para o grupo de Lang. O III./JG 76, equipado com caças Messerschmitt Bf 109, também esteve envolvido no encontro, tendo abatido seis P-38. Contudo, durante o dia, o III./JG 76 perdeu 21 Bf 109, 3 pilotos mortos e 18 desaparecidos.
No dia 26 de Agosto, Lang abateu três aviões Spitfire, alcançando as suas últimas vitórias. Entre 24 de Maio e 28 de Agosto, Lang abateu 29 inimigos na Frente Ocidental, incluindo 9 P-51 Mustang. No dia 6 de Junho de 1944, o seu grupo foi o primeiro a abater 100 inimigos sob a Normandia, valendo-lhe a última referência no Wehrmachtbericht, no dia 30 de Agosto.

## Morte

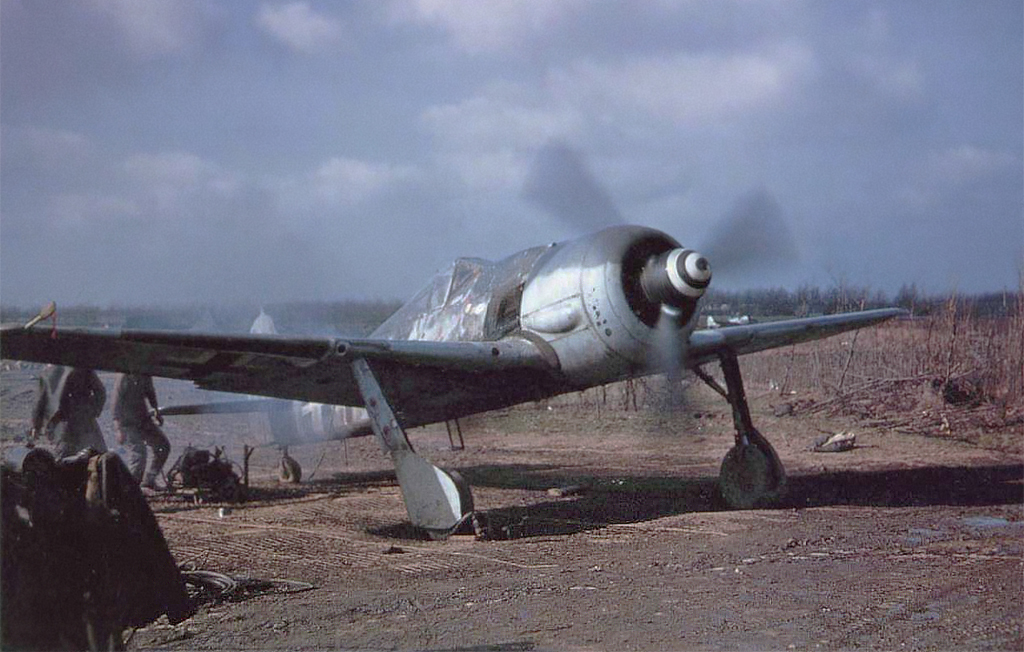
Este Fw 190 A-8, capturado três meses após a morte de Lang, era semelhante ao avião que Lang pilotava quando faleceu

No dia 3 de Setembro de 1944, Emil Lang foi morto em combate quando seu Fw 190 A-8 embateu contra o solo e explodiu num campo em Overhespen. A sua aeronave apresentou alguns problemas mecânicos quando estava a descolar. 10 minutos depois, Lang continuava com dificuldades em recolher o seu trem de aterragem. Voando a uma altitude de 200 metros, o seu asa, Unteroffizier Hans-Joachim Borreck, detectou no seu radar vários P-47 Thunderbolt. Com este aviso, Lang curvou para a esquerda. Depois disto, apenas é visto o Fw 190 de Lang a mergulhar em chamas, com o trem de aterragem ainda exposto. Mais tarde foi confirmado por fontes norte-americanas que na realidade as aeronaves aliadas eram P-51 Mustang e que, sem dúvida, um dos seus pilotos abateu um Fw 190 que a seguir mergulhou em chamas até embater contra o solo; este era, sem dúvida, Lang.
No dia 28 de Setembro de 1944, o comandante de Lang, o Geschwaderkommodore Josef Priller, submeteu uma proposta para a promoção post-mortem de Lang ao posto de Major. Ao descrever Lang, Priller escrever:
O Capitão Lang era uma pessoa matura, séria e calma no seu comportamento, contudo energética quando havia necessidade. Provido de uma atitude impecável como Oficial, sabia na perfeição como se dirigir a um subordinado. O Capitão Lang possuía um exemplar conceito de serviço, tinha iniciativa e talento de alto nível e vivia os seus dias sob o ideais nacional-socialistas. 
O comandante do II. Jagdkorps, o Major-general Alfred Bülowius, concordou com a proposta de Priller, contudo Emil Lang não foi promovido a Major.

## Sumário da carreira

### Condecorações
- Cruz de Mérito de Guerra de 2ª Classe com Espadas (24 de Outubro de 1940)[6]
- Distintivo de Voo do Fronte da Luftwaffe para pilotos de caças
  - em Bronze (23 de Março de 1943)[6]
  - em Prata (14 de Maio de 1943)[6]
  - em Ouro (25 de Junho de 1943)[6]
- Troféu de Honra da Luftwaffe (27 de Outubro de 1943)[4]
- Cruz Germânica em Ouro (25 de Novembro de 1943) como Leutnant no II./JG 54[17]
- Cruz de Ferro (1939)
  - 2ª Classe (13 de Junho de 1943)[6][18]
  - 1ª Classe (2 de Agosto de 1943)[6][18]
- Cruz de Cavaleiro da Cruz de Ferro (22 de Novembro de 1943) como Leutnant e Staffelführer da 9./JG 54[19][20]
  - 448ª Folhas de Carvalho (11 de Abril de 1944) como Oberleutnant e Staffelkapitän da 9./JG 54[19][21]
- Mencionado duas vezes no Wehrmachtbericht